# Square Desnouettes
Le square Desnouettes est une voie du 15e arrondissement de Paris, en France.

## Situation et accès
Le square Desnouettes est une voie publique située dans le 15e arrondissement de Paris. Il débute au 17 bis, boulevard Victor et se termine au 88, rue Desnouettes.

## Origine du nom
Il porte ce nom en raison de son voisinage avec la rue Desnouettes qui porte le nom du comte Charles Lefebvre-Desnouettes (1773-1822), général d’Empire.

## Historique
Les travaux d’aménagement de ce square ont débuté en 1912.

## Personnalités
- Roger Limouse (1894-1989), artiste peintre.
- Jean Vénitien (1911-1995), artiste peintre.
- Tonia Cariffa (1924-), artiste peintre et graveur.